# Emergence
『Emergence』（エマージェンス）は、上原れなの4作目のアルバム。2014年1月29日にフィックスレコードからSACDハイブリッド盤としてリリースされた。

## 概要
3作目のアルバム『l'espoir』から、ベストアルバム『The Brilliant Best〜タイアップコレクション〜』を挟んで約2年ぶりとなるオリジナルアルバム。TVアニメ『WHITE ALBUM2』主題歌に起用された6作目のシングル「届かない恋 '13」を含む全14曲の収録。アルバムオリジナル曲は全て上原本人が作詞を担当している。初回限定盤には、「届かない恋 '13」のPVを収録したDVDを付属。

## 収録曲
1. 届かない恋 '13 [5:06]
作詞：須谷尚子、作曲：石川真也、編曲：小林俊太郎
  - 6作目のシングル。TVアニメ『WHITE ALBUM2』オープニングテーマ。
2. いくつもの未来 [4:00]
作詞:須谷尚子、作曲：石川真也、編曲:衣笠道雄
  - PS3ソフト『ティアーズ・トゥ・ティアラII 覇王の末裔』オープニングテーマ。
3. summer rain [4:29]
作詞：上原れな、作曲・編曲：松岡純也
4. Happy Ending [4:50]
作詞：上原れな、作曲・編曲：衣笠道雄
5. Answer [4:57]
作詞：U、作曲：石川真也、編曲：衣笠道雄
  - PS3ソフト『WHITE ALBUM2 幸せの向こう側』挿入歌。
6. closing '13 [5:35]
作詞：下川直哉・須谷尚子、作曲：下川直哉、編曲：小林俊太郎
  - 6作目のシングルのカップリング。TVアニメ『WHITE ALBUM2』挿入歌。
7. イミテーションワールド [4:20]
作詞:上原れな、作曲・編曲:衣笠道雄
8. Sparkling Heart [3:48]
作詞：須谷尚子、作曲・編曲：衣笠道雄
  - PS3ソフト『PACHISLOT ToHeart2』挿入歌。
9. BUTTERFLY [4:26]
作詞・作曲：上原れな、編曲：松岡純也
  - 上原が作曲も担当している曲は、アルバム『ｌ'espoir』収録の「泡沫の夢」に続き2作目。
10. ただひとつの星 [5:04]
作詞：須谷尚子、作曲：石川真也、編曲：松岡純也
  - OVA『ToHeart2 ダンジョントラベラーズ』エンディングテーマ。OVA『ToHeart2 ダンジョントラベラーズ』主題歌を収録したマキシシングルに収録されていた曲である。
11. 手紙 ～10年後の私へ～ [3:04]
作詞：上原れな、作曲：石川真也、編曲：松岡純也
12. Until -from Hispania- [4:55]
作詞・作曲：未海、編曲：衣笠道雄
  - PS3ソフト『ティアーズ・トゥ・ティアラ2 覇王の末裔』挿入歌。
13. After All ～綴る想い～ '13 [5:02]
作詞：未海、作曲：石川真也、編曲：小林俊太郎
  - TVアニメ『WHITE ALBUM2』挿入歌。
14. さよならのこと [5:18]
作詞・作曲：下川直哉、編曲：小林俊太郎
  - 6作目のシングルのカップリング。TVアニメ『WHITE ALBUM2』エンディングテーマ。